# Miraflores Airport
Miraflores Airport är en flygplats i Colombia.   Den ligger i departementet Guaviare, i den centrala delen av landet, 400 km sydost om huvudstaden Bogotá. Miraflores Airport ligger 224 meter över havet.
Terrängen runt Miraflores Airport är platt, och sluttar västerut.  Trakten runt Miraflores Airport är nära nog obefolkad, med mindre än två invånare per kvadratkilometer. Närmaste större samhälle är Miraflores, 1,7 km sydväst om Miraflores Airport. I omgivningarna runt Miraflores Airport växer i huvudsak städsegrön lövskog.